# 북부순환도로
북부순환도로(北部循環道路, Bukbusunhwan-doro)는 울산광역시 남구 무거동 울산 나들목(신복로터리)과 북구 연암동 상방사거리를 잇는 울산광역시의 도로이다.

## 연혁
- 2001년 3월 22일 : 기존 삼호삼거리 ~ 중구청 ~ 상방사거리 9.3km 구간에서 신복로터리 ~ 중구청 ~ 상방사거리 10.17km 구간으로 연장하고 울산광역시도 21호선 부여[1]

## 주요 경유지
울산광역시
- 남구 무거동 - 중구 (다운동 · 태화동 · 유곡동 · 우정동 · 중앙동 · 성안동 · 복산1동 · 복산2동 · 약사동 · 병영1동 · 병영2동 · 병영2동) - 북구 (송정동 · 효문동)

## 노선
| 이름                          | 접속 노선                                                                                                | 소재지     | 소재지             | 비고               |
| ----------------------------- | --- | ---------- | ------------------ | ------------------ |
| 울산 나들목 (신복 교차로)     | 16호선 울산고속도로 국도 제14호선 울산광역시도 21호선 (대학로) 울산광역시도 20호선 (남부순환도로) 삼호로 | 울산광역시 | 남구               | 국도 제14호선 구간 |
| 무거위브자이앞 교차로         | 삼호로37번길                                                                                             | 울산광역시 | 남구               | 국도 제14호선 구간 |
| 삼호교남 교차로               | 국도 제24호선 울산광역시도 50호선 (울밀로) (남산로)                                                      | 울산광역시 | 남구               | 국도 제14호선 구간 |
| 삼호교                        | | 울산광역시 | 남구               | 국도 제14호선 구간 |
| 중구                          | | 울산광역시 |                    | 국도 제14호선 구간 |
| 다운사거리                    | 국도 제14호선 (다운로) 울산광역시도 60호선 (태화로)                                                      | 울산광역시 |                    | 국도 제14호선 구간 |
| 테크로파크단지입구 교차로     | 다전로                                                                                                   | 울산광역시 |                    |                    |
| 제일중입구 교차로             | 일중로                                                                                                   | 울산광역시 |                    |                    |
| 중앙고입구 교차로             | 난곡로                                                                                                   | 울산광역시 |                    |                    |
| 사곡천 교차로                 | 국도 제7호선 (이예로)                                                                                    | 울산광역시 |                    |                    |
| 원유곡 교차로                 | 종가3길                                                                                                  | 울산광역시 |                    |                    |
| 유곡교                        | 유곡로                                                                                                   | 울산광역시 |                    |                    |
| 울산광역시교육청              | | 울산광역시 |                    |                    |
| 길촌마을입구 교차로           | 종가로                                                                                                   | 울산광역시 |                    |                    |
| 우정교                        | 평동길                                                                                                   | 울산광역시 |                    |                    |
| 우정아이파크입구 교차로       | 우정2길 우정10길                                                                                         | 울산광역시 |                    |                    |
| 교동교 백양교                 | | 울산광역시 |                    |                    |
| 북정 교차로 (성안고가교)      | 국도 제31호선 울산광역시도 51호선 (명륜로) 성안로 동헌서길                                               | 울산광역시 | 국도 제31호선 구간 |                    |
| 북정삼거리                    | 옥교동길                                                                                                 | 울산광역시 | 국도 제31호선 구간 |                    |
| 복산삼거리                    | 복산1동길 손골4길                                                                                        | 울산광역시 | 국도 제31호선 구간 |                    |
| 동덕아파트앞 교차로           | 계변로                                                                                                   | 울산광역시 | 국도 제31호선 구간 |                    |
| 중구청삼거리 (중구청지하차도) | 울산광역시도 71호선 (화합로)                                                                             | 울산광역시 | 국도 제31호선 구간 |                    |
| 삼환아파트앞 교차로           | 평산로                                                                                                   | 울산광역시 | 국도 제31호선 구간 |                    |
| 동중사거리                    | 곽남길                                                                                                   | 울산광역시 | 국도 제31호선 구간 |                    |
| 서동로터리                    | 달빛로 동천서로                                                                                          | 울산광역시 | 국도 제31호선 구간 |                    |
| 삼일초등학교앞                | 동천4길                                                                                                  | 울산광역시 | 국도 제31호선 구간 |                    |
| 서동사거리                    | 병영로 동천2길                                                                                           | 울산광역시 | 국도 제31호선 구간 |                    |
| 한국폴리텍Ⅶ대학               | 산전길 동천1길                                                                                           | 울산광역시 | 국도 제31호선 구간 |                    |
| 삼일교                        | | 울산광역시 | 국도 제31호선 구간 |                    |
| 북구                          | | 울산광역시 | 국도 제31호선 구간 |                    |
| 진장사거리                    | 안기번득길 진장유통로                                                                                    | 울산광역시 | 국도 제31호선 구간 |                    |
| 상방사거리                    | 울산광역시도 41호선 (산업로) 국도 제31호선 울산광역시도 21호선 (무룡로)                                  | 울산광역시 | 국도 제31호선 구간 |                    |

## 주요 건물 및 시설
- 중앙농협 (울산광역시 남구 북부순환도로 7)
- 국민건강보험공단 울주지사 (울산광역시 남구 북부순환도로 23)
- 울산광역시교육청 (울산광역시 중구 북부순환도로 375)
- 복산1동주민센터 (울산광역시 중구 북부순환도로 610)
- 울산혜인학교 (울산광역시 중구 북부순환도로 777)
- 울산우정혁신도시 (울산광역시 중구 북부순환도로 부분)

## 같이 보기
- 남부순환도로